# Potrerillos (Cortés)
Pour les articles homonymes, voir Potrerillos.
Potrerillos est une ville du Département de Cortés au Honduras.

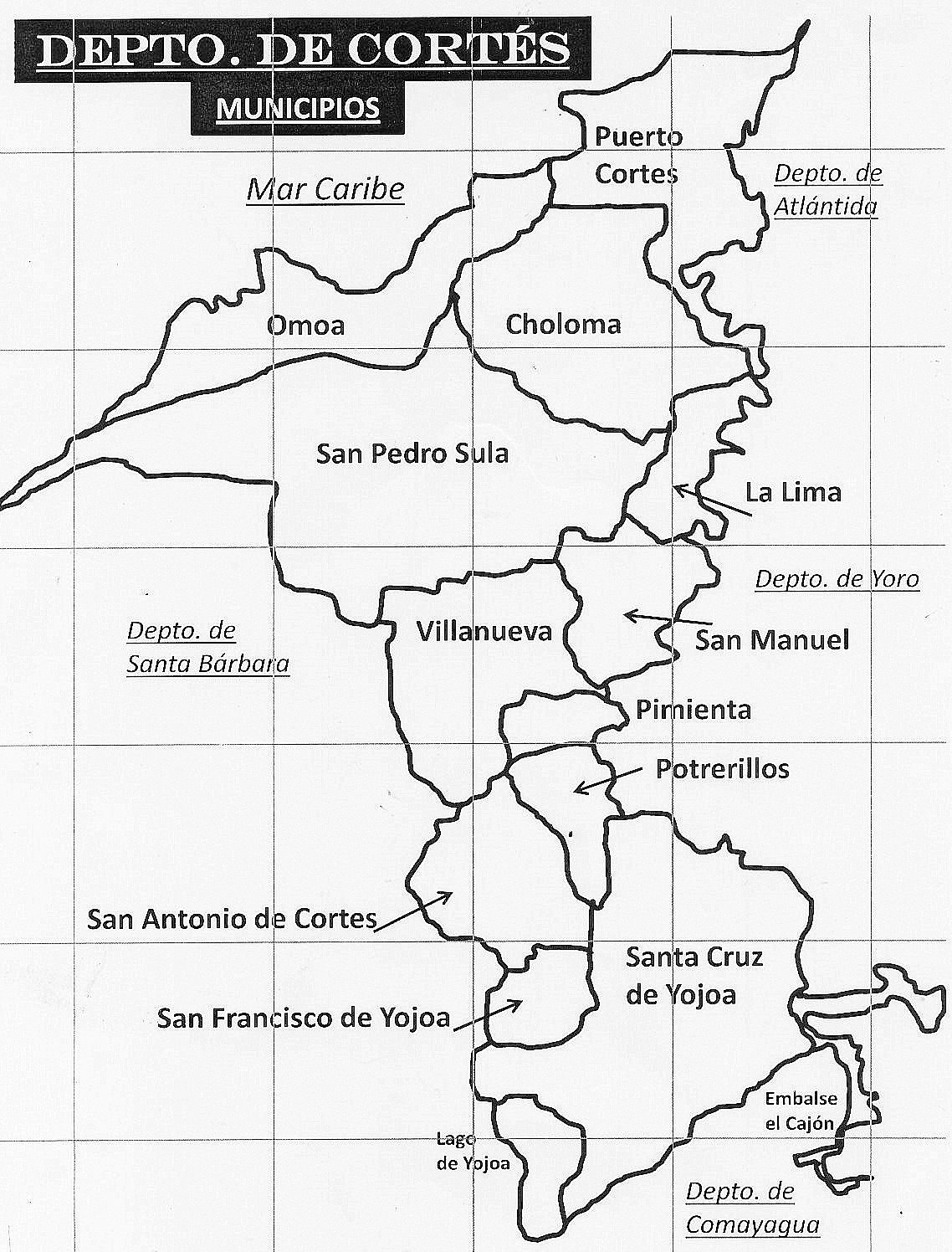
Localisation de Potrerillos dans le Département de Cortés

La population était de 13 900 habitants en 2001.